# Anthonomus spilotus
Anthonomus spilotus é uma espécie de insetos coleópteros polífagos pertencente à família Curculionidae.
A autoridade científica da espécie é Redtenbacher, tendo sido descrita no ano de 1849.
Trata-se de uma espécie presente no território português.